# Agnar Stenlund
Agnar Stenlund – szwedzki żużlowiec.
W latach 1961–1965 czterokrotny finalista indywidualnych mistrzostw Europy na długim torze; najlepsze wyniki: dwukrotnie IV miejsca (Oslo 1961, Scheeßel 1964) oraz V miejsce (Seinäjoki 1965). Zwycięzca indywidualnych mistrzostwa Krajów Nordyckich na długim torze (1961).
Złoty medalista młodzieżowych indywidualnych mistrzostw Szwecji (Avesta 1958). Finalista indywidualnych mistrzostw Szwecji (Sztokholm 1960 – XVI miejsce). Uczestnik szwedzkich eliminacji indywidualnych mistrzostw świata (Sztokholm 1960 – X miejsce).
W lidze szwedzkiej reprezentował m.in. kluby: Folkare Avesta (1958–1959) oraz Getingarna Sztokholm (1960).